# Nevirkiv, Koreț
Nevirkiv (în ucraineană Невірків) este localitatea de reședință a comunei Nevirkiv din raionul Koreț, regiunea Rivne, Ucraina.

## Demografie
Componența lingvistică a localității Nevirkiv
     Ucraineană (99,82%)
     Alte limbi (0,18%)
Conform recensământului din 2001, majoritatea populației localității Nevirkiv era vorbitoare de ucraineană (99,82%), existând în minoritate și vorbitori de alte limbi.